# Васовчик Віра Юліївна
Васовчик Віра Юліївна (*9 березня 1932) — український літературознавець.
Досліджувала переклади творів Тараса Шевченка угорською мовою і вивченням творчості поета угорським літературознавством. Авторка статей «Т. Г. Шевченко в угорській критиці до 1945 року», «Відзначення 100-річного ювілею з дня смерті Т. Г. Шевченка в Угорщині» (обидві — 1964), «Шевченко угорською мовою» (1968), «Творчість Шевченка в світлі угорської критики» (1969), опублікованих у збірниках праць наукових шевченківських конференцій та в інших виданнях.